# Hampstead Heathens
Die Hampstead Heathens (offiziell: Hampstead Heathens Football Club) waren ein englischer Fußballverein aus dem Londoner Stadtteil Hampstead. In der kurzlebigen Historie zwischen 1868 und 1872 trat der Klub in der ersten FA-Cup-Saison 1871/72 an und erreichte die dritte Runde.

## Vereinsgeschichte
Gemäß der Jahreschronik „Football Annual“ aus dem Jahr 1872 wird die Gründung des „Hampstead Heathens Football Club“ auf Juni 1868 datiert. Fortan wurden Freundschaftsspiele gegenüber zumeist andere Londoner Stadtteile organisiert, darunter am 6. November 1869 gegen ein Team aus dem benachbarten Kilburn. Während der ersten drei Jahre hatten die Partien der Hampstead Heathens keinen organisierten Wettbewerbscharakter, wenngleich der Beitritt im Verlauf der Saison 1869/70 zum englischen Fußballverband den Weg für die spätere Teilnahme am landesweiten Pokal bereitete. Vorteilhaft für diesen Sprung auf die nationale Bühne mag ebenfalls die Tatsache gewesen sein, dass eine Reihe von Spielern eine Verbindung zum renommierten Winchester College besaß, wie ein Bericht über eine Partie Ende Januar 1869 gegen die Old Wykehamists herausstellte (fünf Heathens-Spieler entstammten der Winchester-Schule).
Im Jahr 1871 gehörten die Hampstead Heathens zu den insgesamt zwölf Mannschaften, die in der Saison 1871/72 am erstmals ausgetragenen FA Cup teilnahmen – ursprünglich hatten 15 Vereine für den Wettbewerb gemeldet. Nach einem Freilos in der ersten Runde traten die Heathens am 23. Dezember 1871 beim Barnes FC an. Die Partie wurde beim Stand von 1:1 aufgrund eingetretener Dunkelheit abgebrochen, wobei die Heathens zu dem Zeitpunkt nur noch 10 Spieler auf dem Feld hatten. Im für den 6. Januar 1872 angesetzten Wiederholungsspiel siegten die Heathens mit 1:0, obwohl erneut auf 10 Spieler reduziert, aufgrund eines Treffers von G. P. Leach. In der anschließenden Begegnung verlor die Mannschaft dann gegen die Royal Engineers mit 0:3, wobei die Heathens nur mit neun Akteuren angetreten waren und in der zweiten Halbzeit auch nur zehn Spieler aufgeboten hatten. Dies war gleichzeitig der letzte Auftritt in einem Pflichtspiel und es folgte gegen den späteren FA-Cup-Sieger Wanderers FC eine Woche später eine weitere 0:3-Niederlage im Dauerregen. Über die unmittelbar anschließenden Aktivitäten finden sich nur wenige Aufzeichnungen. Ab 1873 jedoch wird der Klub nicht mehr als Mitglied der Football Association geführt.
Zwischen 1921 und 1939 spielte eine Cricketmannschaft unter demselben Namen. Dazu tritt ein weiterer Amateur-Fußballklub mit der Bezeichnung Hampstead Heathens bis heute in der Southern Amateur League an. Dieser Verein war 1975 gegründet worden und besitzt, wie auch der damalige Cricketklub, keine Verbindung zu den Hampstead Heathens aus dem 19. Jahrhundert.